# Iguanodectes
Iguanodectes es un  género de peces de la familia Characidae en el orden de los Characiformes.

## Especies
Hay ocho especies en este género:
- Iguanodectes adujai Géry, 1970
- Iguanodectes geisleri Géry, 1970
- Iguanodectes gracilis Géry, 1993
- Iguanodectes polylepis Géry, 1993
- Iguanodectes purusii (Steindachner, 1908)
- Iguanodectes rachovii Regan, 1912
- Iguanodectes spilurus (Günther, 1864)
- Iguanodectes variatus Géry, 1993